# Podravka
Podravka prehrambena industrija DD est une entreprise croate faisant partie du CROBEX, le principal indice boursier de la bourse de Zagreb. Podravka est une entreprise d'agroalimentaire fondée en 1934, et basée à Koprivnica.
L'entreprise produit du vegeta et de l'ajvar.